# Beau-François
Pour l’article homonyme, voir Beau-François (téléfilm).
Beau-François est un criminel français de la fin du XVIIIe siècle, principal membre des Chauffeurs d'Orgères.

## Biographie
Les principaux membres de la bande s'assemblent alors en conseil extraordinaire dans les bois de Liffermeau (près d'Oison), et décident de donner le commandement de la bande au premier lieutenant de Fleur-d'Épine, surnommé Beau-François, ou encore général Fin-Fin. 

Beau-François maintient un certain mystère autour de sa personne. Son vrai nom est inconnu. Il possède plusieurs passeports, tous falsifiés, sous des noms différents pour le même signalement : François Pelletier, né à Saint-Maixent en Poitou de Jacques Pelletier et Suzanne Andine ; Jean Anger, né à Pezou canton de Morée en vallée du Loir ; François Girodot, ce dernier étant l'identité qu'il utilise le plus. Il a débuté dans la bande de Fleur-d'Épine comme espion, sous couvert de sa profession : être marchand de peaux de lapin l'amenait à visiter de nombreuses fermes. En 1788, au jour anniversaire de ses débuts dans la bande de Fleur-d’Épine, il s'est « marié » à Marie-Rose Bignon, dite Belle-Rose, dont il aura un enfant. Une fois élu chef, il se reconvertira dans la vente de dentelle, toujours comme colporteur. Lui aussi a tendance à soigner sa mise – mais il est tatoué sur l'épaules des trois lettres « GAL » pour « galérien ». Il possède une force physique remarquable, dont le juge Fougeron notera en marge d'un document : 

« [… cet homme], le plus fort que j'aie vu de ma vie. […] Ses poignets avaient 6 pouces de diamètre ; il a cassé en notre présence et sans effort des menottes de fer d'un pouce carré »

. 
Beau-François va pousser plus loin l'organisation de la bande : rapidement il installe son quartier général dans les bois de la Muette du canton de Boisseaux. De nouvelles bases secondaires sont établies en de multiples endroits : les bois de Lifferneau, de Saint-Escobille… Leur territoire est divisé en districts, en imitation de la Chambre des Députés. L'association dispose d'au moins quatre cents hommes de main, dont un quart de femmes, tous plus ou moins au ban de la société ; mais aussi d'une logistique avec son prêtre (un François Lejeune qui a reçu en même temps son inspiration et son ordination en volant une soutane) ; un chirurgien (Baptiste, de Tours, se présentant comme barbier-perruquier et guérisseur) ; un magister (Nicolas Tincelin, ex-clerc de procureur royal devenu charretier, enseignait aux nouvelles recrues les arts de la détrousse et du perce-bedaine, et la parlance appropriée : il connaissait cinq ou six termes d'argot pour chaque mot académique) ; et un « enseignant pratique » de ces mêmes arts (le père Elouis, octogénaire qui se disait héritier de Cartouche et dont la contribution la plus reconnue à sa confrérie est d'avoir remis au goût du jour local la torture de brûlage de pieds).
Les « pingres », comme ils s'appelaient eux-mêmes, sévissent dans la région de 1792 à 1798. Ils attaquent par groupes de plusieurs dizaines d'individus les châteaux ou fermes isolées. Ils pillent, violent et tuent avec une cruauté qui remplit d'effroi la population. On estime leurs méfaits à plusieurs centaines d'assassinats. Les activités s'étendent sur sept départements, particulièrement en Eure-et-Loir et dans le Loiret.
En juillet 1797, Beau-François est arrêté avec un de ses adjoints à la foire d'Étampes. Ils sont condamnés à quatorze ans de fers, mais arrivent à s'évader début août.
La maréchaussée renforce sa vigilance et le maréchal des logis Vasseur se met en campagne. Le 30 janvier 1798, il arrête Germain Bouscant, dit le Borgne-de-Jouy, un membre de la bande qui lui offre de faire prendre toute la bande. Le 3 mars, Beau-François est arrêté avec ses six derniers lieutenants.
Il faut dix-huit mois au juge Paillard pour rédiger l'acte d'accusation. Le nom de brigands d'Orgères provient de ce que l'un des plus horribles assassinats de la bande fut commis sur Nicolas Fousset, cultivateur au hameau de Milhouard, commune de Pourpry, canton d'Orgères ; et de ce que les premières informations sur la bande furent réunies devant le juge de paix de ce canton.
Hormis les bandits morts au cours des rafles ou en prison, il reste quatre-vingt-deux prévenus, dont trente-sept femmes, qui comparaissent devant le tribunal de Chartres. Le procès est l'un des plus longs dans l'histoire de la jurisprudence de l'époque. Le 23 Thermidor de l'an IX, huit hommes et onze femmes sont acquittés ; vingt hommes et trois femmes sont condamnés à mort, et les autres à des peines allant de trente ans de fers à deux ans d'emprisonnement. Plusieurs se suicident avant le jugement. Aucune grâce n'ayant été accordée, les condamnés montent sur l'échafaud le 12 vendémiaire an IX (4 octobre 1800).
Beau-François a, une fois de plus, réussi à s'échapper au cours de l'instruction en juin 1799. Il sera arrêté le 1er frimaire de l'an IX (22 novembre 1800) dans les Deux-Sèvres et fusillé sur place avec une bande de dix brigands, détrousseurs de diligences.